# دیرفیلد (حوزه سرشماری)، ماساچوست
دیرفیلد (به انگلیسی: Deerfield) یک منطقهٔ مسکونی در ایالات متحده آمریکا است که در شهرستان فرانکلین، ماساچوست واقع شده‌است. دیرفیلد ۴٫۸۴ کیلومتر مربع مساحت و ۶۴۳ نفر جمعیت دارد و ۴۵ متر بالاتر از سطح دریا واقع شده‌است.